# Артыкбаев, Осмонбек Мамбетжанович
Артыкбаев Осмонбек Мамбетжанович (род. 19 февраля 1960 с. Уч-Терек, Токтогульский район, Ошская область, Киргизская ССР) - киргизский государственный деятель. Министр энергетики и промышленности Кыргызской Республики Государственный советник государственной службы 2 класса. Кандидат экономических наук.

## Биография
•	Имеет 2 высших образования. В 1986 году окончил Фрунзенский политехнический институт в г. Фрунзе факультет «Промышленное и гражданское строительство».
•	В 2011 году окончил Кыргызский национальный университет им. Ж. Баласагына факультет юридический, специальность юрист.
•	2009 год – кандидат экономических наук.
•	PhD, Европейский университет
•	Классный чин – государственный советник государственной службы Кыргызской Республики.
•	
•	С 2020 г. Советник по развитию ОсОО «Неман-фарм»
•	2015 – 2020  Депутат Жогорку Кенеша Кыргызской Республики VI созыва. Председатель Комитета парламентариев по народонаселению и развитию
•	2015 Советник по развитию ОсОО «Неман-фарм»
•	2014 – 2015 Президент Общественного фонда «Ак-фонд»
•	2013 – 2014	Министр энергетики и промышленности Кыргызской Республики
•	2012 – 2013	Директор Государственной инспекции при Правительстве Кыргызской Республики
•	2011 – 2012	Председатель правления ОАО «Кыргыз Алтын». Член Совета директоров Кумтор Оперейтинг Компани
•	2009 – 2010 Министр энергетики Кыргызской Республики
•	2007 – 2009 Депутат Жогорку Кенеша Кыргызской Республики IV созыва
•	2005 – 2007 Депутат Жогорку Кенеша Кыргызской Республики III созыва
•	1995 – 2003 Генеральный директор ОсОО «Неман-Холдинг»
•	1991 - 1993 Дорожно-строительная фирма «Скорпион» - директор по производству
•	1985 по 1991 годы - Завод полупроводниковых материалов Минцветмета СССР-начальник отдела
•	Трудовую деятельность начал в 1980 году в Нарынской ГЭС предприятие «Киргизглавэнерго» (Курпсайская ГЭС, Токтогульская ГЭС).
•	1978-1980 годы служил в рядах Советской Армии.

## Дополнительное образование
•	1999 г. - «Маркетинг на производственных предприятиях», Японский центр в КР
•	2000 г. - «Финансовый менеджмент в частных предприятиях», Японский центр в КР
•	2001 г. - «Менеджмент на предприятии», Японский центр в КР
•	2007 г. - Курс «Обучение депутатов и сотрудников Жогорку Кенеша КР по вопросам использования информационных технологий» в Национальном центре информационных технологий КР, при сотрудничестве с Парламентским проектом Евросоюза и ПРООН
•	2008 г. – Семинар «О деятельности парламента в системе государственной власти». Агентство Программ по международному сотрудничеству.  Япония
•	2010 г – Курс по угольной промышленности и управлению безопасности в шахтах. Организован Правительственным агентством Кореи по рекультивации шахт MIRECO
•	2014 - Полный курс и достижение уровня А2 в Международном языковом центре, Сингапур
•	2015 г. - Авторский бизнес-семинар Брайана Трейси «Достижения максимума: ключи к личному и профессиональному успеху». Центрально-Евразийский альянс лидерства

## Награды
•	Отличник финансово-экономической работы.
•	Имеет звание «Заслуженный строитель Кыргызской Республики». Имеет орден «Ардак» МВД КР.
•	2010 г – присуждено звание Премия за лидерство в знак признания за усилия во внедрении в стране обогащения муки, Париж, Франция
•	2012 г. – Почетная грамота Министерства молодежи, труда и занятости Кыргызской Республики.
•	2013 г. - Почетная грамота Государственной инспекции по экологической и технической безопасности при Правительстве КР
•	Благодарственное письмо USAID за плодотворное сотрудничество в реализации проекта «Региональная энергетическая безопасность, эффективность и торговля» (RESET) 
•	2017 – присуждено звание чемпиона Движения в поддержку улучшения питания (SUN – Всемирное движение, включающее объединение людей - правительства, гражданское сообщество, ООН, доноров, коммерческие фирмы и исследовательские организации, в совместной борьбе за повышение качества питания ), Кот-д Ивуар